# Jean Augustin Morfi
Jean Augustin Morfi (en espagnol : Juan Agustín Morfi), né dans les Asturies, Espagne et 1735 et mort à Mexico, Nouvelle-Espagne, le 20 octobre 1783, est un missionnaire franciscain espagnol du XVIIIe siècle envoyé en Nouvelle-Espagne, historien et chroniqueur.

## Biographie
Né de père irlandais et de mère espagnole rien n'est cependant certain sur ses origines. En 1760 il entre chez les Franciscains. Il est envoyé en Nouvelle-Espagne (appelée aussi Nouvelles Philippines) en 1755 ou 1756. Il est professeur de théologie au Collège Santa Cruz de Tlatelolco de Mexico tout en étant membre du Convent Grande. Homme de confiance, de 1777-1778 il accompagne en tant qu'aumônier l'expédition militaire organisée par Teodoro de Croix dans le nord de la Nouvelle-Espagne.
A l'occasion de ses voyages il met par écrit ses observations laissant ainsi aux historiens quantités d'informations sur la vie des indiens et colons espagnols de l'époque. Homme de culture, sa bibliothèque personnelle comprenait plus d'une centaine de manuscrits rares ainsi qu'une centaine de livres.

## Œuvres
- Tractus de Fide, Spe, et Charitate, 1766
- Relación geográfica e histórica de la provincia de Texas o Nuevas Filipinas, 1673-1779
- Memorias para la historia de Texas o Nuevas Filipinas
- Viaje de Indios y Diario del Nuevo México
- Diario y derrotero, 1771-1781
- La seguridad del patrocinio de María Santísima de Guadalupe México, 1772
- Diálogos sobre la elocuencia en general y sobre la del Púlpito en particular del señor Arzobispo de Cambrai con la Carta de éste sobre la Poesía y la Historia. 2 volumes, Madrid, 1795